# Anerincleistus fasciculatus
Anerincleistus fasciculatus är en tvåhjärtbladig växtart som beskrevs av Madhavan Parameswarau Nayar. Anerincleistus fasciculatus ingår i släktet Anerincleistus och familjen Melastomataceae. Inga underarter finns listade i Catalogue of Life.